# 新喬治亞群島

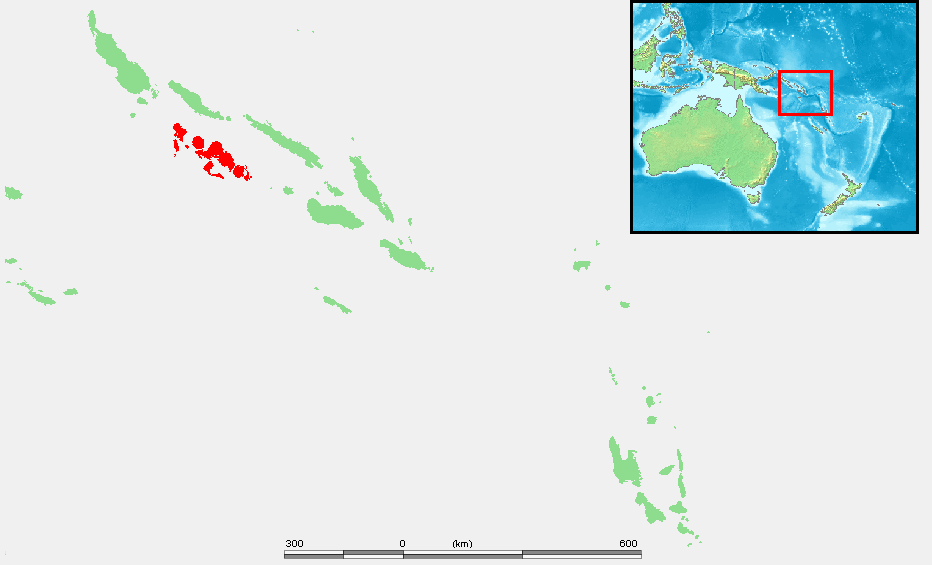
新乔治亚群岛在所罗门群岛中的位置

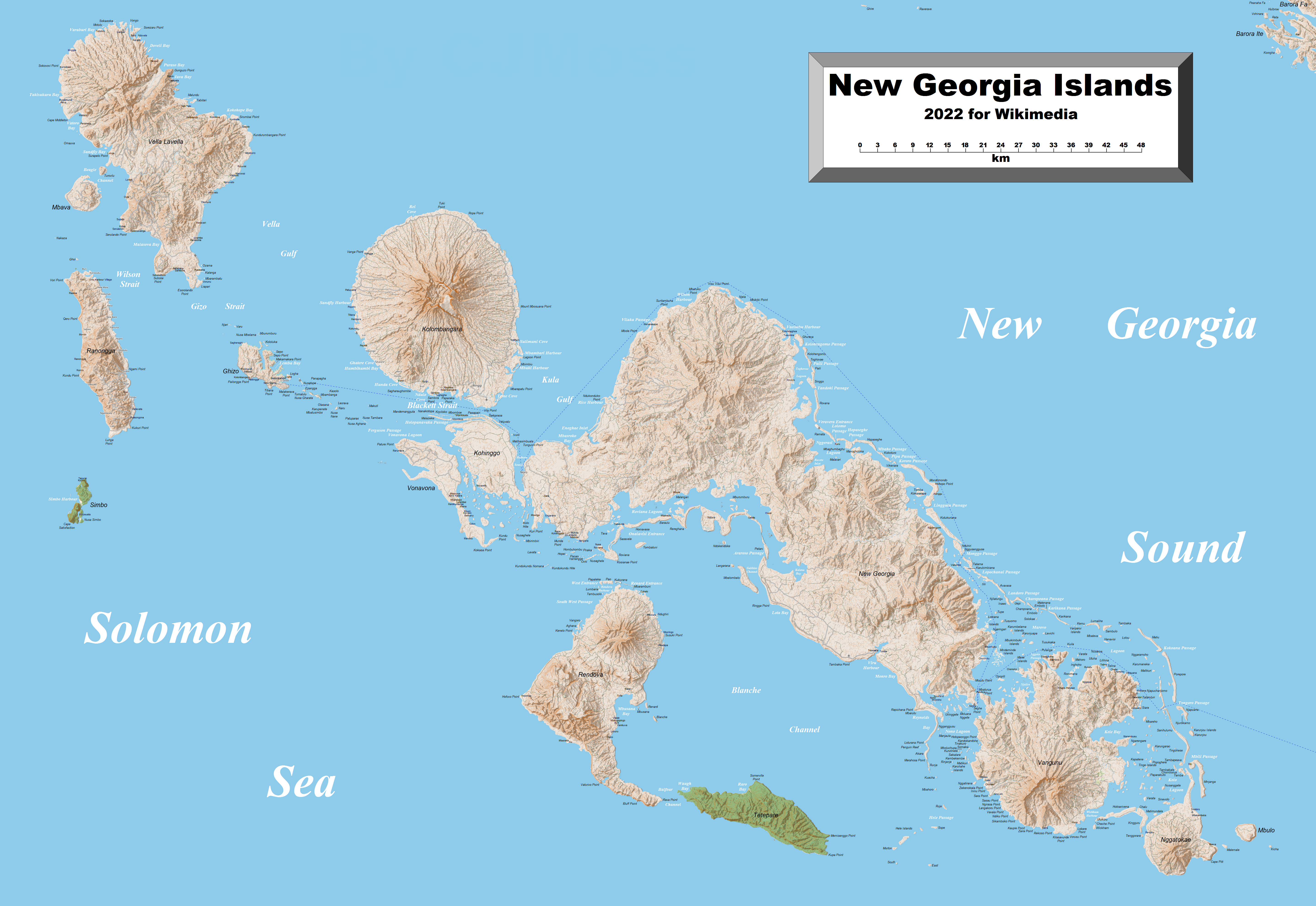
新乔治亚群岛地图

新喬治亞群島（New Georgia Islands）屬索羅門群島西部省管辖，位於瓜達爾卡納爾的西北方，布干维尔岛的东南方。大部份被熱帶雨林覆蓋。主要島嶼有新喬治亞島（New Georgia）、維拉拉維拉島（Vella Lavella）、科倫班加拉島（Kolombangara）、吉佐島（Gizo）、旺烏努島、倫多瓦島、泰特帕雷島等。
大部份島嶼被珊瑚礁包圍，世界上最大的咸水潟湖马罗沃潟湖也位于该群岛。该群岛中最小的岛屿是拉農加島，2007年所罗门群岛地震使得该岛从海平面上升了3米，其海岸线因此而延长了70米。该群岛最为出名的地方是肯尼迪岛，在太平洋战争中后来成为了美国总统的约翰·肯尼迪曾在此岛度过三日。此外该群岛还有其它的太平洋战争遗迹，因为此处是新喬治亞群島戰役的发生地。
主要城市是吉佐（Gizo）, 蒙達（Munda）與Noro。
主要工業是林業與捕魚業。
该群岛主要使用的語言是西北所罗门语群的诸语言，该语群属于南岛语系马来-波利尼西亚语族西部大洋洲语群的中美拉尼西亚语链。在倫多瓦島南部还使用多沃语，这是一种非南岛语，属中所罗门语族，吉佐岛同样使用属该语族的比鲁阿语。